# Eragrostis squamata
Eragrostis squamata là một loài thực vật có hoa trong họ Hòa thảo. Loài này được (Lam.) Steud. mô tả khoa học đầu tiên năm 1854.